# أوتار كوركيا
أوتار كوركيا مواليد 10 مايو 1923، كان مدرب كرة سلة جورجي ولاعب. بدأ مسيرته الاحترافية في سنة 1943. مثّل منتخب بلاده. شارك في دورة الألعاب الأولمبية الصيفية سنة 1952. حقق المركز الأول في بطولة أمم أوروبا لكرة السلة 1947. اعتزل اللعب في 1958.

## الإنجازات
كلاعب
- الدوري السوفيتي الممتاز لكرة السلة (3): 1950، 1953، 1954

كمدرب
- الدوري الأوروبي لكرة السلة (1): 1961–62

## سجل المنافسة
شارك في المنافسات التالية:
- بطولة أمم أوروبا لكرة السلة 1947
- بطولة أمم أوروبا لكرة السلة 1951
- بطولة أمم أوروبا لكرة السلة 1953
- بطولة أمم أوروبا لكرة السلة 1955

## روابط خارجية
- أوتار كوركيا على موقع الاتحاد الدولي لكرة السلة (الإنجليزية)
- أوتار كوركيا على موقع سبورتس رفرنس (الإنجليزية)
- أوتار كوركيا على موقع أوليمبيديا (الإنجليزية)